# Tudo pode mudar: Capitalismo vs. clima
This Changes Everything: Capitalism vs. the Climate (em português, Tudo pode mudar: Capitalismo vs. clima) é um livro de 2014 escrito pela jornalista canadiana Naomi Klein com tradução para o português em 2016 a cargo de Ana Cristina Pais e publicada em Portugal pela editorial Presença.

## Sinopse
Este é o quarto livro de Naomi Klein, publicado originalmente em 2014, no qual a jornalista canadiana apresenta o argumento de que a hegemonia do fundamentalismo de mercado do capitalismo neoliberal está bloqueando quaisquer reformas sérias para travar as alterações climáticas e proteger o ambiente.
Logo, o capitalismo e o controlo das alterações climáticas seriam incompatíveis, de modo que a obra de Klein desempenha um papel de denúncia da centralidade do capitalismo no agravamento dos problemas que envolvem as mudanças do clima planetário.

## Recepção e crítica
De acordo com o cientista político português Pedro Miguel Cardoso, neste livro, Klein toma uma posição num crescente debate que se tem desenvolvido sobre a possibilidade de superação da crise climática (e ecológica) no ámbito do sistema capitalista, principalmente em sua versão neoliberal. Logo, o realismo capitalista sintetizado na afirmação “É mais fácil imaginar o fim do mundo do que o fim do capitalismo” estaria a perder validade, pois somente "no quadro de um sistema substancialmente diferente se pode garantir a sustentabilidade ecológica e o bem-estar da humanidade".

## Prêmios
Este livro foi indicado para o Prêmio Shaughnessy Cohen de Redação Política de 2015 e ganhou a seguinte premiação: 
- Hilary Weston Writers' Trust Prize for Nonfiction (2014).[4]

## Cultura popular
Em outubro de 2015 foi lançado um documentário baseado no livro chamado de This Changes Everything. Este filme-documentário foi dirigido por Avi Lewis e produzido por Alfonso Cuarón e Joslyn Barnes. Além disso, ele contou com Seth MacFarlane e Danny Glover compartilhando os créditos da produção.